# فرح يوسف (ممثلة)
فرح يوسف (11 نوفمبر 1982 -)، ممثلة مصرية. مثلت أفلام ومسلسلات عديدة.

## الأعمال

### الأفلام
| - قصة حب:2019-يمنى اخت يوسف - حمام سخن:2018 - فوتوكوبي:2017-داليا - زهرة الصبار:2017 - هند | - مولانا:2017 - الشتا اللي فات:2013 - مذيعة تلفزيونية - الفاجومي:2011-منة مراد - المركب:2011-ليلى | - إبراهيم الأبيض:2009-نرجس ضيفة شرف - بالألوان الطبيعية:2009-هدى - عين شمس:2009 - بلد البنات:2008-هبة | - ورقة شفرة:2008-علا - قبلات مسروقة:2008-حنان - الماجيك:2007-دعاء - مافيش غير كده:2006-جيجي صديقة عمرو ايام الفقر |

### المسلسلات
- ولاد الشمس : 2025
- بابا المجال : 2023
- ملوك الجدعنة : 2022
- الأخ الكبير:2020
- الجماعة 2):2017
- سقوط حر:2016-هالة حسني
- إستيفا:2015-صباح (حلقة 21 و 22)
- زواج بالإكراه:2015-هند
- موجة حارة:2013-بُشرى مُتهمة (ضيفة شرف)
- نابليون والمحروسة:2012-رقية
- موعد مع الوحوش:2010-شامة
- لحظات حرجة:2007 - مريضة ضيفة شرف
- الليل وآخره:2003-رنا
- غدر وكبرياء:2003

## روابط خارجية
- فرح يوسف على موقع IMDb (الإنجليزية)
- فرح يوسف على موقع الدهليز
- فرح يوسف على موقع قاعدة بيانات الأفلام العربية
- فرح يوسف على موقع أول موفي (الإنجليزية)
- فرح يوسف على موقع قاعدة بيانات الفيلم (الإنجليزية)